# Shahbaz Bhatti
Shahbaz Bhatti, född 9 september 1968 i Lahore, död 2 mars 2011 i Islamabad, var minister med särskilt ansvar för minoritetsfrågor i Pakistans regering. Bhatti var katolik och betraktades som en politisk representant för de religiösa minoriteterna i Pakistan.

## Politisk karriär och inriktning
Shahbaz Bhatti deltog 1985 i grundandet av All Pakistani Minorities Alliance och inträdde 2002 i Pakistans folkparti. Han valdes in i nationalförsamlingen, parlamentets underhus, 2008. Samma år utsågs han till minister med ansvar för minoriteter. Bhatti var den förste ministern i Pakistan med detta ansvarsområde; det hade tidigare legat på tjänstemän under någon av de andra ministrarna.

## Politisk inriktning
Bhatti var en stark anhängare av parlamentariska metoder i minoriteternas kamp för lika rättigheter. Genom såväl utbildning som lagstiftning försökte han bidra till ökad förståelse för minoriteternas behov och respekt för deras rättigheter. En kontroversiell fråga han drev var att modifiera den hädelselag som gör det möjligt att utdöma dödsstraff för hädelser mot islam eller profeten Muhammed.

## Mordet
Bhatti sköts vid 42 års ålder ihjäl med åtskilliga skott utanför sin mors hus i centrala Islamabad. Vid mordplatsen kvarlämnades flygblad av mördarna från den pakistanska talibangrenen Tehrik-i-Taliban Punjab och al-Qaida. Av flygbladen framgår att motivet till mordet var Bhattis motstånd mot hädelselagen. Detta bekräftades av Ahsanullah Ahsan, talesman för Tehrik-i-Taliban, som beskrev Bhatti som en hädare av Muhammed och varnade andra från att följa Bhattis exempel. Mordet på Bhatti var det andra mordet med detta motiv i Pakistan under 2011 av högt uppsatta politiker; den 4 januari sköts Salmaan Taseer, guvernör i Punjab av sin livvakt. Efter mordet på Taseer mottog Bhatti flera mordhot och begärde ökat skydd. Trots detta var han av någon anledning utan såväl livvakter som skyddat fordon när mördarna angrep honom.

## Postumt videouttalande
Några veckor före mordet intervjuades Shahbaz Bhatti av Johan Candelin från religionsfrihetsorganisationen First Step Forum. I intervjun, som efter mordet spreds över världen via tv och internet, talar Batti om att han är medveten om hotbilden mot honom, men att han är beredd att följa Jesus så långt att han hellre dör för sina principer om folkets rättigheter än att kompromissa med dem.